# Morris Trachsler
Morris Trachsler (* 15. července 1984, Curych, Švýcarsko) je bývalý švýcarský hokejový útočník a dlouholetý reprezentant. Celou kariéru strávil ve Švýcarsku, v nejvyšší lize NLA odehrál bezmála 800 utkání za ZSC Lions, HC Servette Ženeva a EHC Kloten.

## Klubová kariéra
Na profesionální úrovni začínal v klubu GCK Lions, hrajícím druhou švýcarskou ligu jako farmářský klub ZSC Lions. Ve švýcarské hokejové lize poprvé nastoupil v sezóně 2003/2004 za ZSC Lions, kde hrál i v následující sezóně. V letech 2005–2012 hrál za HC Servette Ženeva. Do ZSC Lions se vrátil v sezóně 2013/2014 a stal se s klubem vítězem švýcarské ligy. Po 5 sezónách za Lions se jeho posledním působištěm stal jejich místní rival EHC Kloten, se kterým nedokázal v ročníku 2017/2018 odvrátit sestup. Mezi lety 2004–2018 odehrál ve švýcarské nejvyšší lize celkem 652 zápasů v základní části a dalších 145 zápasů v play-off.

## Reprezentace
Švýcarsko reprezentoval na Zimních olympijských hrách 2014 v Soči a Mistrovství světa v ledním hokeji v letech 2010, 2011, 2012, 2013, 2015 a 2016. Na MS 2013 získal stříbrnou medaili a na mistrovství světa 2015 Švýcarsko vypadlo ve čtvrtfinále s USA stavem 1:3. Za národní tým odehrál celkem 102 zápasů.